# Nola cristatula
Nola cristatula is een nachtvlinder uit de familie van de visstaartjes (Nolidae). 
De wetenschappelijke naam van de soort is voor het eerst geldig gepubliceerd door Hübner in 1793.
De soort komt voor in Europa.